# 清原翔平
清原 翔平（きよはら しょうへい、1987年6月25日 - ）は、北海道帯広市出身のサッカー選手。VONDS市原所属。ポジションはミッドフィールダー。

## 来歴

### SAGAWA SHIGA FC
帯広北高校から札幌大学サッカー部を経て、2010年よりJFLのSAGAWA SHIGA FCに加入。加入初年度の2010年は、前年にJFL優勝を果たしたメンバーが揃うチームにあってベンチ入りの機会もままならず、7試合の出場にとどまった。
2011年、自身の誕生日でもあった6月25日のFC町田ゼルビア戦において、0-3とリードされた72分にこの年初めて起用されると、ここからJFL初ゴール、1アシストを挙げた。SAGAWAは翌月に首位に躍り出ると、12月4日のカマタマーレ讃岐戦では終盤に清原が決勝ゴールをあげ、チーム3度目の優勝を決めた。この年は12得点とチームトップの得点数を挙げた。
2012年も攻撃陣の中心として出場。7月には5試合連続得点、9月8日の天皇杯2回戦、J1のヴィッセル神戸戦では相手ボールをインターセプトして先制点をアシスト、後半には決勝ゴールを決めて勝利の立役者となった。この年も、前年に続きチームトップとなる17得点を挙げて自身初のJFLベストイレブンに選出された が、シーズン終了をもってSAGAWAが活動休止となったため、チームを離れることとなった。

### ツエーゲン金沢
2013年よりツエーゲン金沢に移籍。前年終盤の負傷の影響で初出場は4月にずれ込んだが、ここから活躍をみせて13得点をあげ、2年連続でJFLベストイレブンに選ばれた。この年の終わりに金沢と5年間の契約を結んだ。
2014年からは金沢がJ3リーグに活動の場を移し、キャプテンに就任。前年より続けてチームトップとなる9得点を挙げ、J3初代優勝、J2への昇格を果たすチームを牽引した。
J2初年度となった2015年は、3月15日の第2節東京ヴェルディ戦での2得点を皮切りに、4月26日のロアッソ熊本戦までの8試合で8得点を挙げ、一時は得点ランキング首位に躍り出る活躍をみせて4月のJ2月間MVPに選出された。この間チームも6連勝を果たし、一時はJ2リーグの首位に立つ躍進をみせた。シーズン後半にはチームの不調とともに得点数が伸び悩むも、最終的には13得点を挙げた。またこの年の8月、一般女性と入籍した。

### セレッソ大阪
2016年、同じJ2リーグのセレッソ大阪に完全移籍。序盤はセレッソ大阪U-23チームでJ3リーグの試合に出場していたが、5月にトップチームで初出場を果たすと、同月28日のファジアーノ岡山FC戦で貴重な同点ゴールをあげる活躍を見せた。12月4日、J1昇格プレーオフ決勝では決勝ゴールをあげる活躍でJ1昇格に貢献した。
2017年7月24日に徳島ヴォルティスに期限付き移籍した。

### ツエーゲン金沢復帰
2018年より金沢に完全移籍により加入すると発表された。

### SC相模原
2020年、SC相模原へ完全移籍。
2021年12月8日、契約満了による退団が発表。翌日12月9日には、フクダ電子アリーナで行われたJリーグ合同トライアウトに出場した。

### VONDS市原
2022年、関東サッカーリーグ1部のVONDS市原への加入が発表された。

## 所属クラブ
- 若葉少年団 (帯広市立若葉小学校)[1]
- 帯広市立帯広第八中学校[1]
- 帯広北高等学校 [1]
- 札幌大学
- 2010年 - 2012年 SAGAWA SHIGA FC
- 2013年 - 2015年 ツエーゲン金沢
- 2016年 - 2017年 セレッソ大阪
  - 2017年7月 - 同年12月 徳島ヴォルティス（期限付き移籍）
- 2018年 - 2019年 ツエーゲン金沢
- 2020年 - 2021年 SC相模原
- 2022年 - VONDS市原

## 個人成績
| 国内大会個人成績 | 国内大会個人成績 | 国内大会個人成績 | 国内大会個人成績 | 国内大会個人成績 | 国内大会個人成績 | 国内大会個人成績 | 国内大会個人成績 | 国内大会個人成績 | 国内大会個人成績 | 国内大会個人成績 | 国内大会個人成績 |
| 年度             | クラブ           | 背番号           | リーグ           | リーグ戦         | リーグ戦         | リーグ杯         | リーグ杯         | オープン杯       | オープン杯       | 期間通算         | 期間通算         |
| 年度             | クラブ           | 背番号           | リーグ           | 出場             | 得点             | 出場             | 得点             | 出場             | 得点             | 出場             | 得点             |
| 日本             | 日本             | 日本             | 日本             | リーグ戦         | リーグ戦         | リーグ杯         | リーグ杯         | 天皇杯           | 天皇杯           | 期間通算         | 期間通算         |
| ---------------- | ---------------- | ---------------- | ---------------- | ---------------- | ---------------- | ---------------- | ---------------- | ---------------- | ---------------- | ---------------- | ---------------- |
| 2010             | SAGAWA           | 26               | JFL              | 7                | 0                | -                | -                | 0                | 0                | 7                | 0                |
| 2011             | SAGAWA           | 26               | JFL              | 22               | 12               | -                | -                | 2                | 0                | 24               | 12               |
| 2012             | SAGAWA           | 26               | JFL              | 30               | 17               | -                | -                | 3                | 3                | 33               | 20               |
| 2013             | 金沢             | 7                | JFL              | 31               | 13               | -                | -                | 3                | 3                | 34               | 16               |
| 2014             | 金沢             | 7                | J3               | 32               | 9                | -                | -                | 2                | 2                | 34               | 11               |
| 2015             | 金沢             | 7                | J2               | 42               | 13               | -                | -                | 1                | 0                | 43               | 13               |
| 2016             | C大阪            | 18               | J2               | 25               | 3                | -                | -                | 1                | 0                | 26               | 3                |
| 2017             | C大阪            | 18               | J1               | 3                | 0                | 7                | 0                | 0                | 0                | 10               | 0                |
| 2017             | 徳島             | 34               | J2               | 9                | 0                | -                | -                | -                | -                | 9                | 0                |
| 2018             | 金沢             | 7                | J2               | 41               | 5                | -                | -                | 2                | 0                | 43               | 5                |
| 2019             | 金沢             | 7                | J2               | 28               | 2                | -                | -                | 2                | 0                | 30               | 2                |
| 2020             | 相模原           | 19               | J3               | 34               | 1                | -                | -                | -                | -                | 34               | 1                |
| 2021             | 相模原           | 7                | J2               | 16               | 1                | -                | -                | 2                | 0                | 18               | 1                |
| 2022             | V市原            | 7                | 関東1部          | 11               | 0                | -                | -                | -                | -                | 11               | 0                |
| 2023             | V市原            | 7                | 関東1部          | 6                | 0                | -                | -                | -                | -                | 6                | 0                |
| 2024             | V市原            | 7                | 関東1部          | 17               | 2                | -                | -                | -                | -                | 17               | 2                |
| 2025             | V市原            | 7                | 関東1部          |                  |                  | -                | -                |                  |                  |                  |                  |
| 通算             | 日本             | 日本             | J1               | 3                | 0                | 7                | 0                | 0                | 0                | 10               | 0                |
| 通算             | 日本             | 日本             | J2               | 161              | 24               | -                | -                | 8                | 0                | 169              | 24               |
| 通算             | 日本             | 日本             | J3               | 66               | 10               | -                | -                | 2                | 2                | 68               | 12               |
| 通算             | 日本             | 日本             | JFL              | 90               | 42               | -                | -                | 8                | 6                | 98               | 48               |
| 通算             | 日本             | 日本             | 関東1部          | 34               | 2                | -                | -                | -                | -                | 34               | 2                |
| 総通算           | 総通算           | 総通算           | 総通算           | 354              | 78               | 7                | 0                | 18               | 8                | 379              | 86               |

| 2016   | C大23  | 18     | J3     | 6 | 1 | 6 | 1 |
| 通算   | 日本   | 日本   | J3     | 6 | 1 | 6 | 1 |
| 総通算 | 総通算 | 総通算 | 総通算 | 6 | 1 | 6 | 1 |

その他公式戦
- 2016年
  - J1昇格プレーオフ 2試合1得点
- 2022年
  - 全国社会人サッカー選手権大会 2試合0点
- 2023年
  - 全国社会人サッカー選手権大会 1試合0点
  - 全国地域サッカーチャンピオンズリーグ 6試合1点
  - JFL・地域リーグ入れ替え戦 1試合0点
- 2024年
  - 全国社会人サッカー選手権大会 1試合0点
  - 全国地域サッカーチャンピオンズリーグ 5試合1点
  - JFL・地域リーグ入れ替え戦 1試合0点

出場歴
- Jリーグ初出場・初得点 - 2014年3月9日 J3第1節 SC相模原戦（相模原ギオンスタジアム）

## 選抜歴
- 2009年 北海道・東北大学選抜

## タイトル
個人
- 日本フットボールリーグ ベストイレブン（2012年、2013年）
- Jリーグ月間MVP（2015年4月）

セレッソ大阪
- Jリーグカップ：1回（2017年）
- 天皇杯全日本サッカー選手権大会：1回（2017年）